# Joshua Chan
Joshua Chan (chinesisch 陳錦標 / 陈锦标, * 1962 in Hongkong) ist ein chinesischer Komponist, Violinist und Erhu-Spieler. Er war Vorsitzender der Hong Kong Composers’ Guild und der ACL.

## Leben
Chan lernte Erhu bei Tong Leung-tak und war Konzertmeister im Hongkonger Jugendorchester. Von 1980 bis 1983 studierte er Violine bei Thomas Wang am Konservatorium in Hongkong. Ab 1983 wirkte er als Geigenlehrer am Hong Kong Institute of Education. Von 1984 bis 1987 studierte er Komposition am Konservatorium in Sydney. 1988 arbeitete er als Musik-Software-Spezialist. Von 1988 bis 1994 studierte er postgradual an der Universität Hongkong. 1992 besuchte er die Darmstädter Ferienkurse. Zu seinen Lehrern gehörten Nicholas Cook, Graham Hair, Božidar Kos, Anne Boyd, Doming Lam, Law Wing-fai, Chris Babida und Martin Wesley-Smith. Ab den 90er Jahren lehrte er an der Universität Hongkong, Hong Kong Academy for Performing Arts und Chinesische Universität Hongkong. 1995 erwarb er seinen Ph.D. von der CHUK. Seit 1995 ist er Gastproduzent bei RTHK Radio 4. 2001 wurde er zum Professor für Elektronische Musik und Komposition ernannt. Seit 2001 ist er Prüfer der Yamaha Music Examinations. Von 2002 bis 2003 war er Berater des Hong Kong Chinese Orchestra. Von 2004 bis 2014 war er Vorsitzender der Hong Kong Composers’ Guild. Von 2007 bis 2012 war er Vorsitzender der Asian Composers League. Er komponierte mehr als 150 Werke (auch Ballettmusik). Seine Musik wurde u. a. bei der Tribune internationale des compositeurs der UNESCO in Paris und mehreren Weltmusiktagen aufgeführt.

## Preise und Auszeichnungen
- 1978: Erster Preis beim Erhu Open Class
- 1978: Overall Best Chinese Instrumental Contestant
- 1979: Erster Preis beim Panhu Open Class
- 1979: Hong Kong Arts Festival Society Award
- 1981: Hong Kong Young Music Makers’ Award
- 1983: Hong Kong Young Music Makers’ Award
- 1984: Auslandsstipendium
- 1985: Alfred Hill Prize
- 1987: John Antill Composition Prize
- 1988: Frank Hutchens/Lindley Student-of-the-Year Prize
- 1989: Rayson Huang Scholarship
- 1990: Postgraduate-Stipendium
- 1997: Competitive Earmarked Research Grant
- 2004: Best Corporate Governance Disclosure Award
- 2004: Directors of The Year Award